# Wojna światów (słuchowisko)

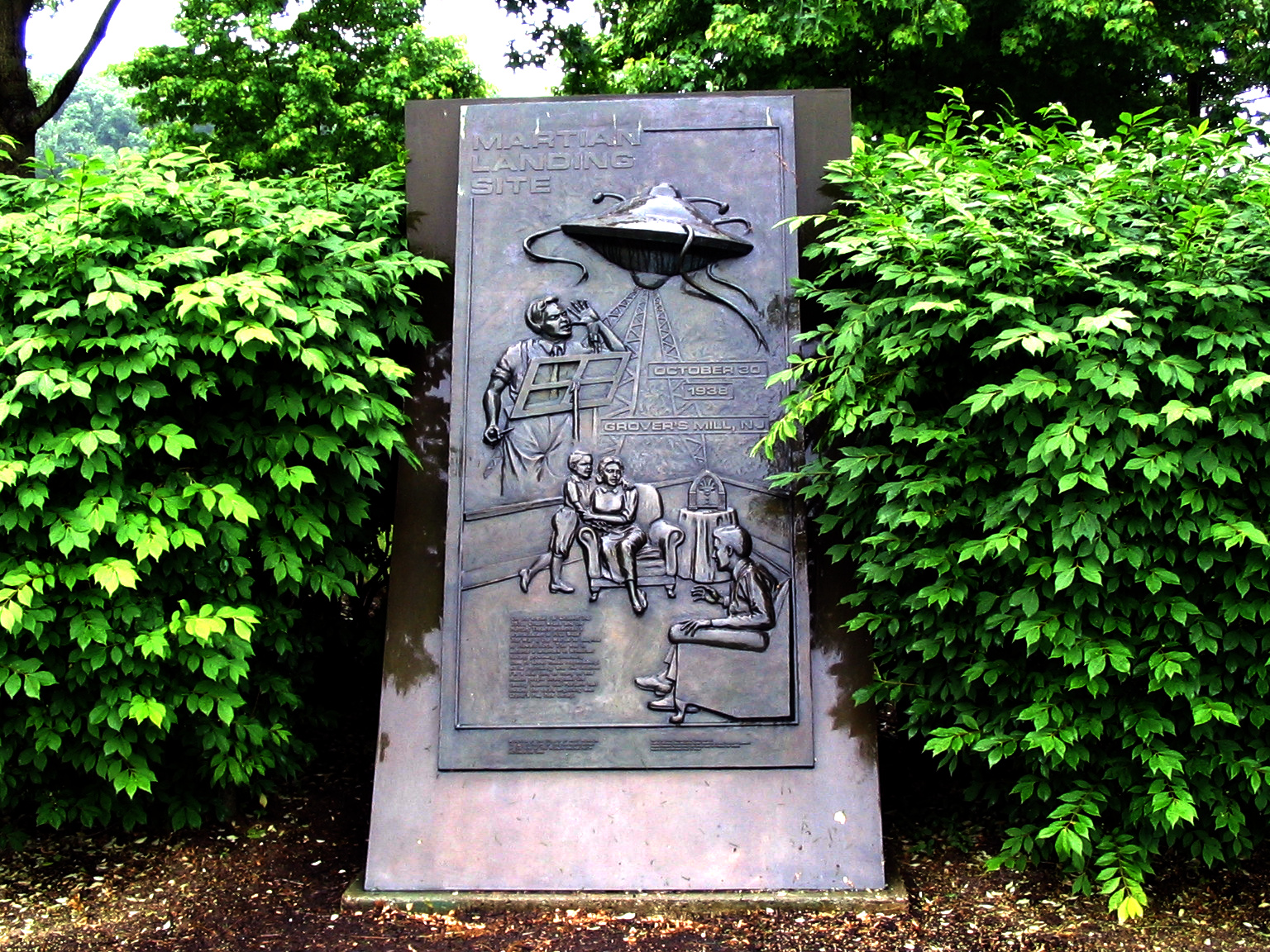
Pomnik stojący w miejscu, gdzie mieli wylądować obcy

Wojna światów (ang. The War of the Worlds) – słuchowisko amerykańskiej stacji CBS, adaptacja powieści H.G. Wellsa pod tym samym tytułem przygotowana przez Orsona Wellesa jako odcinek serii słuchowisk The Mercury Theatre on the Air. Spektakl został wykonany i wyemitowany na żywo 30 października 1938 roku o. godz. 20:00 czasu wschodniego, z okazji święta Halloween. W atmosferze napięcia społecznego i wzrostu poczucia zagrożenia poprzedzającego II wojnę światową słuchowisko zostało potraktowane przez część radiosłuchaczy jak faktoid – rzeczywisty reportaż o inwazji Marsjan na Ziemię, który wzbudził panikę wśród wielu mieszkańców New Jersey, choć skala tych wydarzeń jest obecnie kwestionowana, ponieważ program miał stosunkowo niewielu słuchaczy.

## Opis spektaklu
Godzinne słuchowisko rozpoczęło się tematem muzycznym serialu Mercury Theatre on the Air oraz zapowiedzią, że wieczorny spektakl jest adaptacją powieści Wojna światów. Orson Welles przeczytał następnie prolog, który był ściśle oparty na początku powieści H.G. Wellsa, zmodyfikowanym nieznacznie w celu przeniesienia akcji do roku 1939. Przez pierwszych dwadzieścia minut spektakl był stylizowany na typową, wieczorną audycję radiową, przerywaną przez serię biuletynów informacyjnych. Pierwszych kilka wiadomości przebiło się podczas reportażu z koncertu, była w nich mowa o dziwnych eksplozjach zaobserwowanych na Marsie, po których nastąpił pozornie niezwiązany z tymi wydarzeniami raport o niezwykłym obiekcie spadającym na farmę w Grover's Mill w stanie New Jersey. Program muzyczny powrócił na krótko, po czym przerwała go „relacja na żywo” z Grover's Mill, gdzie funkcjonariusze policji i tłum gapiów otoczyli dziwny, cylindryczny obiekt, który spadł z nieba. Sytuacja stała się bardziej napięta, gdy Marsjanie wyszli z UFO i zaatakowali ludzi za pomocą promienia ciepła, który spanikowany reporter na miejscu zdarzenia opisywał dopóki, dopóty jego sygnał nagle się nie urwał. Potem nastąpiła szybka seria coraz bardziej niepokojących wydarzeń, związanych z niszczycielską inwazją obcych w całym kraju i daremnymi wysiłkami armii amerykańskiej, aby ją powstrzymać. Pierwsza część programu osiągnęła punkt kulminacyjny wraz z kolejnym „reportażem na żywo” z dachu jednego z wieżowców na Manhattanie, relacjonującym, jak gigantyczne marsjańskie machiny wojenne uwalniają chmury trującego dymu w całym Nowym Jorku. Reporter wspomniał mimochodem, że marsjańskie statki wylądowały w różnych miejscach na całym świecie, opisywał też zdesperowanych nowojorczyków, którzy uciekali i „padali jak muchy”, a dym nieubłaganie zbliżał się do miejsca, z którego nadawał. W końcu reporter zaczął kaszleć i umilknął, a osamotniony prowadzący zapytał: „Czy ktoś jest na antenie? Czy ktoś mnie słyszy?”, lecz nie uzyskał odpowiedzi. Dopiero wtedy w programie nastąpiła pierwsza przerwa, trzydzieści osiem minut po wprowadzeniu Wellesa.
Druga połowa programu przybrała już konwencjonalny format słuchowiska radiowego i opowiadała o ocalałym (granym przez Wellesa), który zmaga się z następstwami inwazji i trwającej marsjańskiej okupacji Ziemi. Druga część trwała około szesnastu minut i, podobnie jak w oryginalnej powieści, zakończyła się odkryciem, że Marsjanie zostali pokonani przez mikroby, a nie przez ludzi. Audycja zakończyła się krótkim ogłoszeniem Wellesa „poza spektaklem”, w którym radośnie porównał on swój program do „przebierania się w prześcieradło, wyskakiwania zza krzaka i mówienia „Boo!”.

## Kontrowersje
Słuchowisko Wellesa zasłynęło z tego, że podobno oszukało niektórych słuchaczy, którzy uwierzyli, że rzeczywiście miała miejsce inwazja Marsjan z powodu formy opowiadania historii stylizowanej na serwis informacyjny, zastosowanej w pierwszej połowie programu. Iluzja realizmu została wzmocniona tym, że Mercury Theatre on the Air był stałym programem nadawanym zawsze bez przerw reklamowych; pierwsza w jego historii przerwa w audycji nastąpiła właśnie w Wojnie światów, po opisaniu marsjańskich machin wojennych niszczących Nowy Jork. Jedna z teorii głosi, że niektórzy słuchacze radiowi mogli słuchać wcześniej The Chase and Sanborn Hour z Edgarem Bergenem i przełączyć się na The War of the Worlds podczas muzycznego przerywnika, przez co nie usłyszeli wprowadzenia, wyraźnego wskazującego, że program był dziełem science fiction i adaptacją powieści. Jednak współczesne badania dowodzą, że zdarzyło się to tylko w nielicznych przypadkach.
W kilka dni po wyemitowaniu słuchowiska w mediach pojawiło się powszechne oburzenie. Przyjęcie przez program formy imitowanego serwisu informacyjnego zostało określone przez niektóre gazety i osoby publiczne jako niebezpiecznie zwodnicze, co doprowadziło do nagonki na nadawców i żądań ukarania ich przez Federalną Komisję Łączności. Niemniej jednak odcinek zapewnił Wellesowi sławę jako wybitnemu dramatopisarzowi

## Upamiętnienie
W 1975 roku w Stanach Zjednoczonych powstał film telewizyjny pt. The Night That Panicked America dość wiernie przedstawiający przebieg wydarzeń feralnej nocy.
W styczniu 2003 roku słuchowisko zostało włączone do National Recording Registry utworzonego przy Bibliotece  Kongresu rejestru nagrań dźwiękowych, uważanych za element dziedzictwa kulturowego Stanów Zjednoczonych.  